# Andrea Dossena
Pour les articles homonymes, voir Dossena (homonymie).
Andrea Dossena (né le 11 septembre 1981 à Lodi en Italie) est un footballeur italien qui occupe le poste d'arrière gauche désormais entraîneur.

## Biographie
Il possède six sélections en équipe d'Italie.
Le 10 mars 2009, lors du 8e de finale retour de Ligue des champions de l'UEFA Liverpool FC - Real Madrid (4-0), l'Italien rentre en jeu à la 84e minute à la place de l'Espagnol Fernando Torres et marqua le 4e but des Reds 4 minutes plus tard sur un centre de Javier Mascherano. Puis, le 14 mars, il marqua lors de la victoire en championnat de Liverpool face à Manchester United (4-1) à la 90e+1 en lobant Edwin van der Sar après un dégagement de Pepe Reina et une hésitation de John O'Shea.

## Sélections
- 4 sélections en équipe d'Italie des moins de 20 ans entre 2000 et 2001
- 10 sélections en équipe d'Italie depuis l'année 2007
- Première sélection avec l'équipe d'Italie le 17 octobre 2007 lors d'un match amical face à l'Afrique du Sud

## Palmarès
- SSC Naples :
  - Vainqueur du Trophée Ciudad de Palma en 2011.
  - Vainqueur de la Coupe d'Italie en 2012.